# 张翔 (科学家)

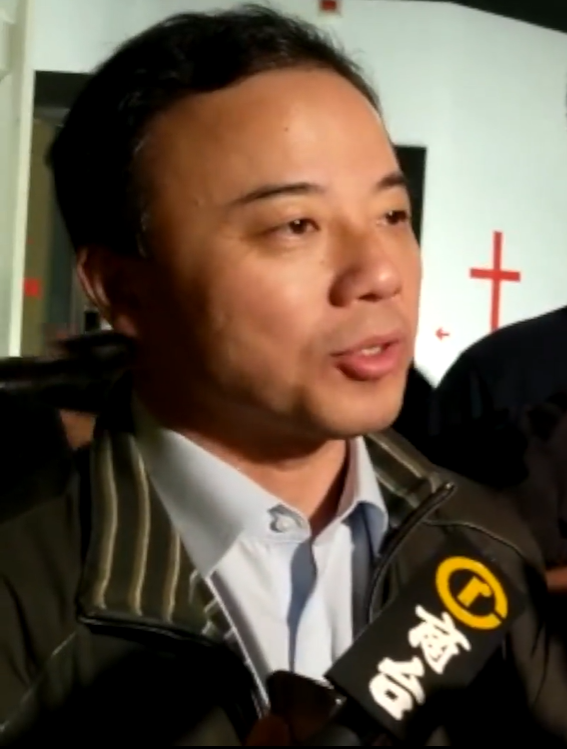
2019年的張翔

張翔，JP（1963年12月1日—），男，江蘇南京人，美國華裔材料科學家，美國國家工程院院士，香港工程院 (前稱:香港工程科學院)院士，現任香港大學校長。

## 生平
張翔於1985年從南京大學物理學系畢業，1988年畢業於同校物理學系碩士。1989年赴美國明尼蘇達大學留學，並於1996年獲得美國加州大學柏克萊分校機械工程系博士，曾任加州大學柏克萊分校機械工程學系講座教授。他主持研製的隱身衣，被《時代》雜誌列入2008年十大科學发现。2010年藉研發首個光學完美透鏡而當選為美國國家工程院院士，此外也在2010年至2013年間擔任中研院應科中心學術諮詢委員會主席（2013年至今為委員）。2012年他受聘為「南京大學校長人才工作顧問」，且是台灣中央研究院該年新增的2位中國大陸本科背景的院士之一。
2017年12月1日，香港有媒體報導張翔被提名為接替馬斐森擔任香港大學校長的唯一人選。其提交給港大委員會爭取受聘的建議書主張與中國不同大學合作，認為應向中國教育部爭取中央提供資助發展科研。傳媒報導港大校長遴選委員會以7票贊成及4票反對，推薦張翔為馬斐森的接任人。港大校友關注組指有不少校友質疑他的管理能力和經驗。
2017年12月15日，張翔獲委任為香港大學第16任校長，任期為五年，2018年7月17日正式上任。2019年7月1日獲特區政府委任為太平紳士。
2021年10月3日，港大校委會主席李國章向港大師生和校友發信，宣佈港大校委會經諮詢過校委會成員後，一致決定邀請張翔續任港大校長五年，任期延至2028年，於2023年7月生效。李國章形容，港大在張翔具遠見的領導下，令港大更上一層樓，而應對危機亦表現出實力和韌性。港大在疫情期間，研究和教學續表現出色。李國章又指，港大在重重困難下，仍繼續推進多個具開創性的戰略項目，當中多個由張翔發起和領導，並取得重大進展，包括薄扶林校園的「Tech Landmark」項目，以及港大深圳校園發展，以及全球教授招聘，為港大引入頂尖人才，均令港大作為世界級學府取得最大成就。張翔回應稱對校委會的決定感到欣喜，指「將繼續與師生員工一起努力，帶領大學發展再創高峰，提升港大在本地和國際的地位和聲譽。」

## 相關事件
2019年反修例運動期間，張翔曾就立法會被衝擊發表聲明，譴責有關事件是「破壞性的行動」。事後引起部份學生和校友不滿，質疑他未有譴責警方使用過度暴力，並要求他收回聲明。港大在張翔治下，亦對學生會連番打壓。港大於2021年4月宣布，停止為港大學生會代收會費、不再向學生會提供財務管理服務，同時對學生會正使用的辦公室及設施「執行管理權力」，收回港大學生會會室等設施管理權。港大學生會評議會於2021年7月一度通過動議「感激」刺警案自戕身亡的梁健輝，隨後撤回並致歉。港大事後強烈讉責港大學生會評議會，並不再承認港大學生會在校內的角色。

### 聲明譴責佔領立法會行動
2019年7月3日，張翔以校長身份發表聲明，對立法會大樓發生的暴力事件感痛心，破壞性的行動應予譴責。並呼籲各方理性，努力解決紛爭，莫再訴諸對抗。且指出在當前的困境下，深信不同意見的人可以文明理性共處，只要各方能主動開展積極對話，社會裂痕會復和，相信各界願意爲更美好的香港而求同存異。其聲明引起部份港大學生、職員及香港市民不滿。
2019年7月10日，有港大學生向張翔遞交有2,000人聯署的信件，並提出3項訴求，包括要求他收回7月3日的聲明，確保大學師生的言論自由和集會自由，及承諾今後不會處分參與社會運動的學生及教職員。張翔表示收到他們訴求和關注，並指暴力不能解決問題和任何暴力都應該譴責，而警察濫用暴力的問題，要先經監警會的調查再作定論。
2019年7月12日晚上8時，逾300名港大學生，舊生及教職員到港大中山廣場集會，要求校長張翔收回7月3日譴責示威者衝擊立法會事件為「破壞性行動」。但張翔未有現身。近300人於是在約10時半步行往校長寓所，要求張翔出來對話。港大政治與公共行政學系教授陳祖為引述張翔表示，由於來訪的朋友兒子生病，張翔要在寓所照顧，所以未能出席今晚的集會。而張翔邀請到來的學生進入寓所對話，遭學生拒絕，反要求他步出寓所對話，最後他答允要求和雙方在校長寓所外對話。
2019年7月18日，張翔、港大法律系楊艾文（Simon Young）教授與香港大學師生在香港大學陸佑堂對話。

### 涉嫌管治不當被校委會調查
2023年10月，港大全體校委收到匿名電郵，指控校長張翔存在管治問題，包括將中國大陸公司納思達經中國紅十字會捐出的1000萬內地留學生獎金放入校長辦公室持有的「港大戰略發展基金」賬戶、以豁免招標形式花費二百多萬港元聘請美國獵頭公司「Isaacson Miller」遴選醫學院長和大學拓展副校長，並最終在9月口頭通知校委會推薦劉澤星出任院長、將校長座駕更換為作價約203萬港幣的寶馬i7，以及利用大學資金裝修教職員聯誼會。針對有關投訴，張翔批評「造謠者」外洩機密通訊和內部資料，「斷章取義，蓄意扭曲事實」，他已就當中涉及「嚴重誹謗」的內容委託律師，同時索取專業法律意見。港大校董會10名成員發聯署聲明，批評校委會至今未有就張翔的管治問題和會議安排作正式公佈或回應，要求校委會解除保密要求、公開文件，同時成立獨立調查委員會作公開聆訊。2023年10月9日，港大校委會主席王沛詩宣佈成立五人專責小組，調查此前對校長張翔發出的匿名投訴，預料12個星期內提交調查報告。
經過長達半年時間的調查，2024年4月，港大專責小組宣佈對張翔行為不當的指控不成立，其調查報告獲校董會接納。張翔深夜亦發表聲明回應小組報告，提出八點聲明，指終於還他清白，調查結論充分證明，一連串的匿名舉報和惡意指控全屬子虛烏有，重申造謠者蓄意扭曲事實，是嚴重誹謗，有理據向造謠者提出誹謗訴訟，斥造謠者躲在幕後，以匿名方式暗箭傷人。

## 外部連結
- 張翔實驗小組（页面存档备份，存于）
- 張翔在加州大學柏克萊分校機械工程學系的資料 （页面存档备份，存于）
- 張翔在Google學術搜尋的紀錄[]

| 學術機關職務  | 學術機關職務          | 學術機關職務 |
| ------------- | --------------------- | ------------ |
| 前任： 馬斐森 | 香港大學校長 2018年－ | 現任         |